# Train de luxe
Pour les articles homonymes, voir Twentieth Century (homonymie).
Pour plus de détails, voir Fiche technique et Distribution.
Train de luxe (titre original : Twentieth Century) est un film américain réalisé par Howard Hawks, sorti en 1934.

## Synopsis
Dans le train Twentieth Century Limited reliant Chicago à New York, Oscar Jaffe, un producteur de théâtre imbu de sa personne, dont les dernières productions ont fait des fours, retrouve Lily Garland, une actrice qu'il a lancée quelques années auparavant et qu'elle a quitté pour Hollywood, ne supportant pas sa jalousie et son égocentrisme. Il rêve de remonter un spectacle avec elle, mais elle ne veut plus travailler avec lui.

## Fiche technique
- Titre : Train de luxe
- Titre original : Twentieth Century
- Réalisation : Howard Hawks
- Scénario : Charles MacArthur, Ben Hecht
- Photographie : Joseph August
- Musique : Howard Jackson, Louis Silvers et Harry M. Woods
- Producteurs : Howard Hawks et Harry Cohn
- Société de production : Columbia Pictures
- Société de distribution : Columbia Pictures
- Pays de production :  États-Unis
- Langue : anglais
- Format : Noir et blanc — 35 mm — 1,37:1 — Son : Mono
- Genre : Comédie
- Durée : 91 minutes (1 h 31)
- Dates de sortie :
  - États-Unis : 3 mai 1934 (New York, État de New York) / 11 mai 1934 (sortie nationale)
  - Italie : août 1934 (Mostra de Venise)
  - France : 5 octobre 1934

## Distribution
- John Barrymore : Oscar 'O.J.' Jaffe
- Carole Lombard : Lily Garland
- Walter Connolly : Oliver Webb
- Roscoe Karns : Owen O'Malley
- Ralph Forbes : George Smith
- Charles Lane : Max Jacobs
- Edgar Kennedy : Oscar McGonigle

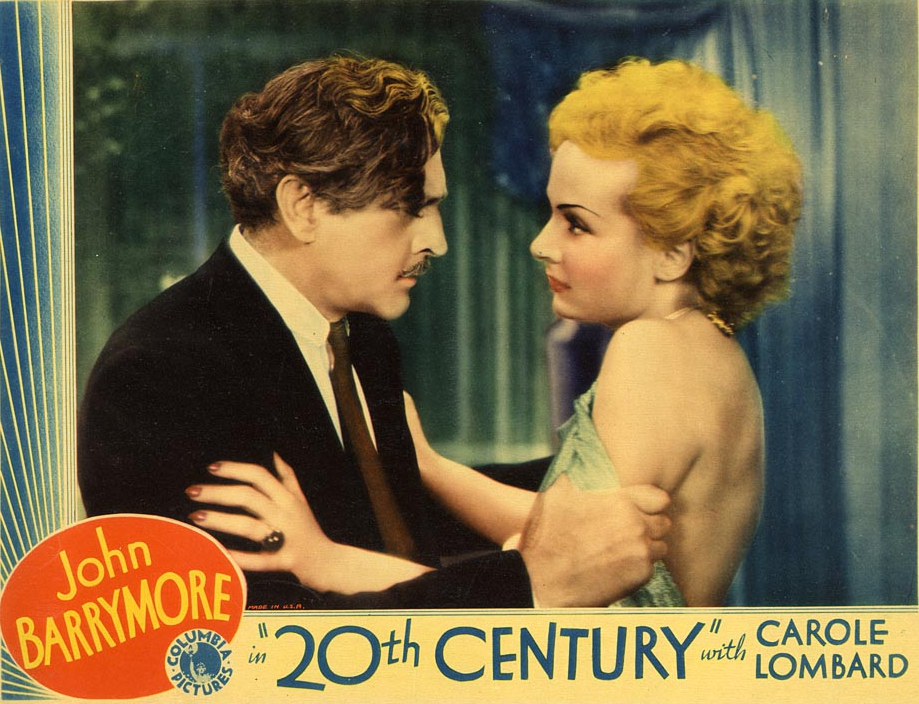
John Barrymore et Carole Lombard, carte promotionnelle du film.

- Etienne Girardot : Mathew J. Clark

Et, parmi les acteurs non crédités :
- Clarence Geldart : le colonel Merriweather
- Howard C. Hickman : Dr Johnson
- Fred Kelsey : le détective
- Gigi Parrish
- George Reed : oncle Remus